# Скава
Скава (пол. Skawa (rzeka)) — карпатська гірська річка в Польщі, у Новотаррькому, Суському й Освенцимському повітах Малопольського воєводства. Права притока Вісли, (басейн Балтійського моря).

## Опис
Довжина річки 96,4 км, найкоротша відстань між витоком і гирлом — 56,80  км, коефіцієнт звивистості річки — 1,70 ; площа басейну водозбору 1160 км². Формується багатьма притоками, безіменними струмками та загатами.

## Розташування
Бере початок на гірському прохіді на висоті 700 м (ґміна Спитковіце). Спочатку тече переважно на північний схід через село Спитковіце, далі повертає на північний захід і у селі Подольше впадає у річку Віслу.
На берегах Скави розташовані міста: Йорданув, Маків-Підхалянський, Суха-Бескидзька, Вадовиці, Затор.

## Галерея

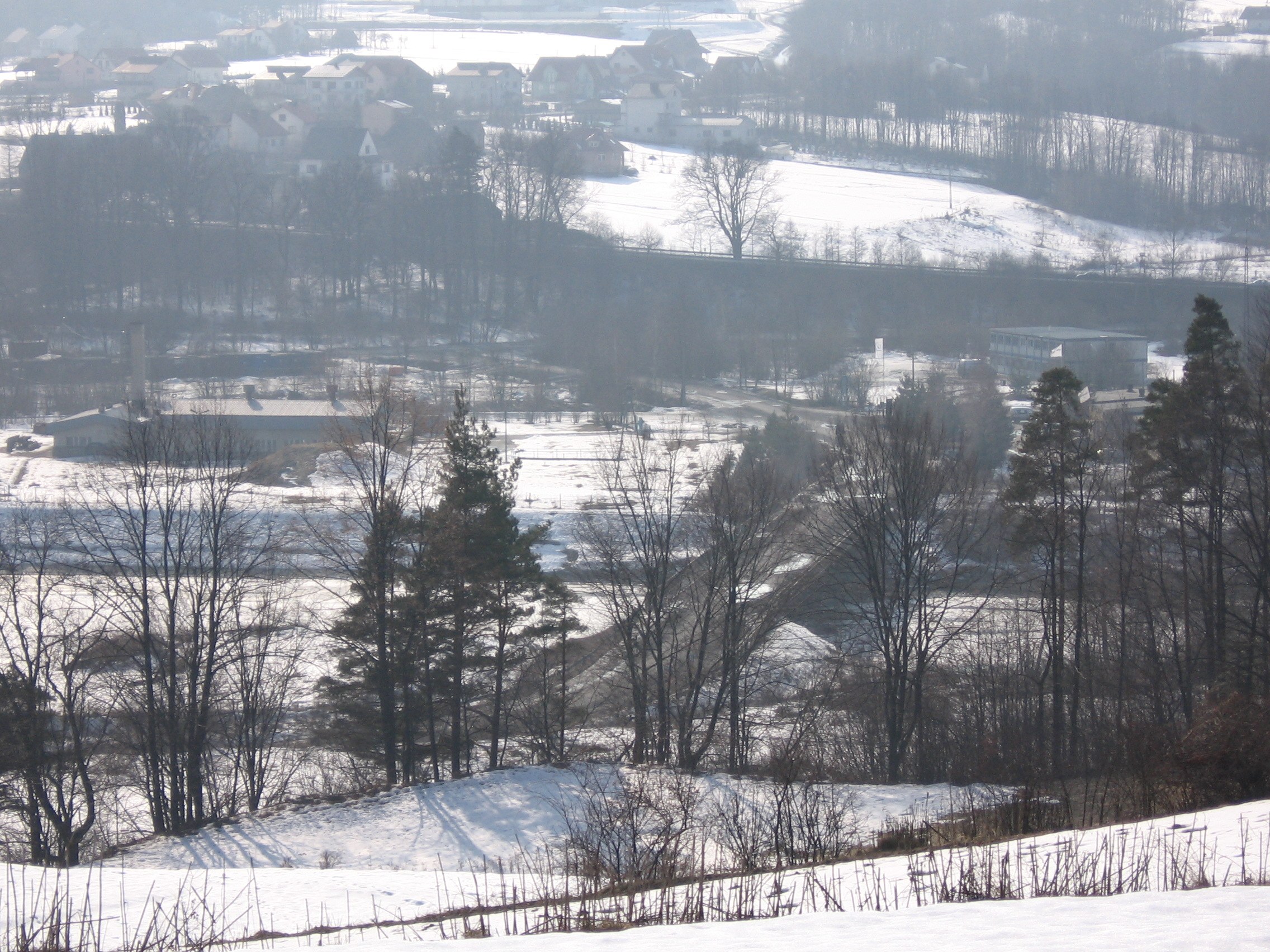
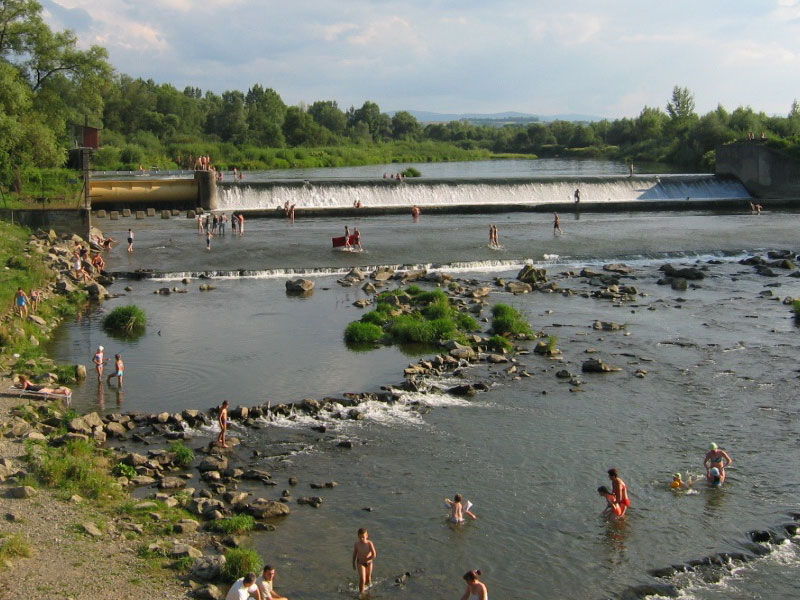
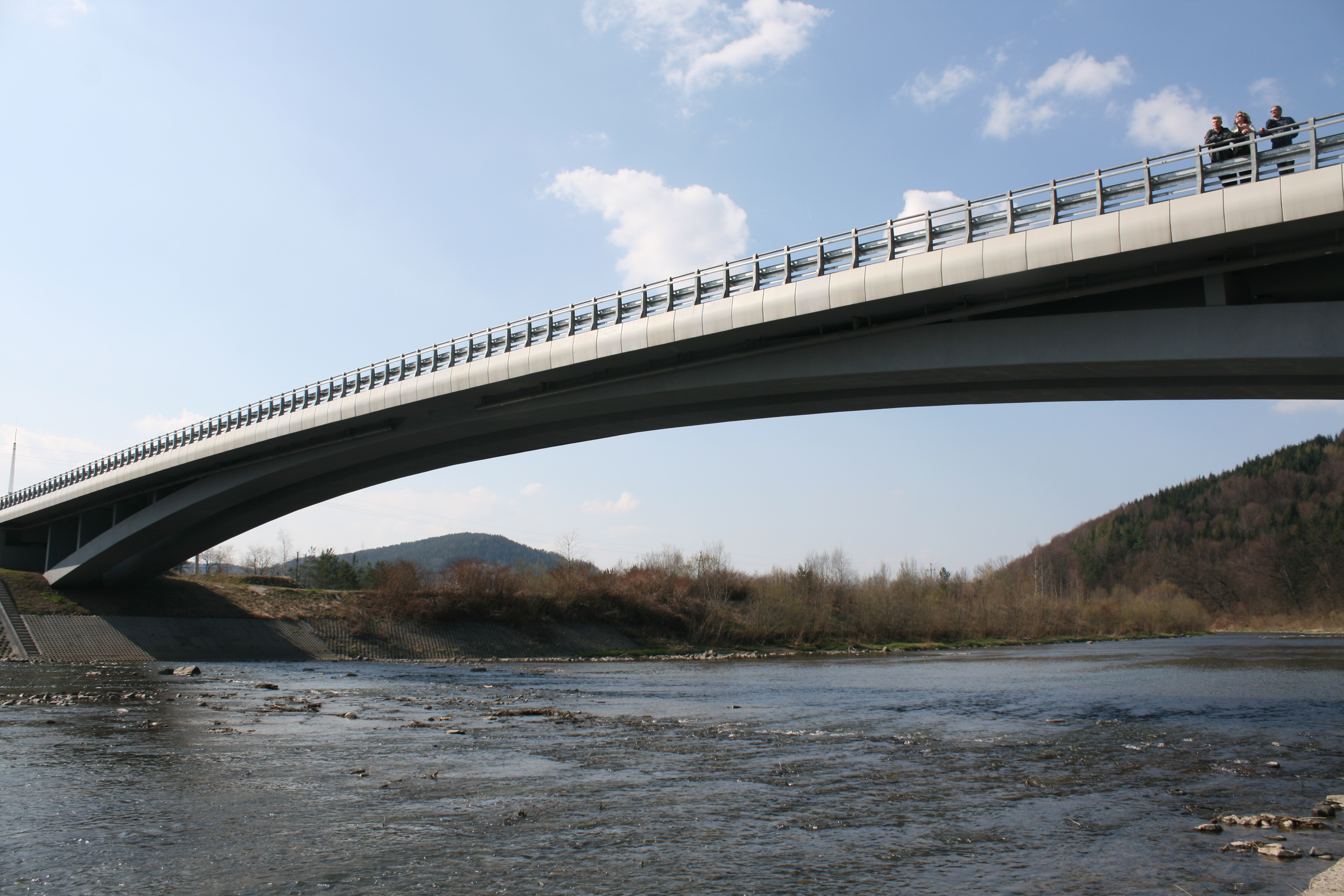
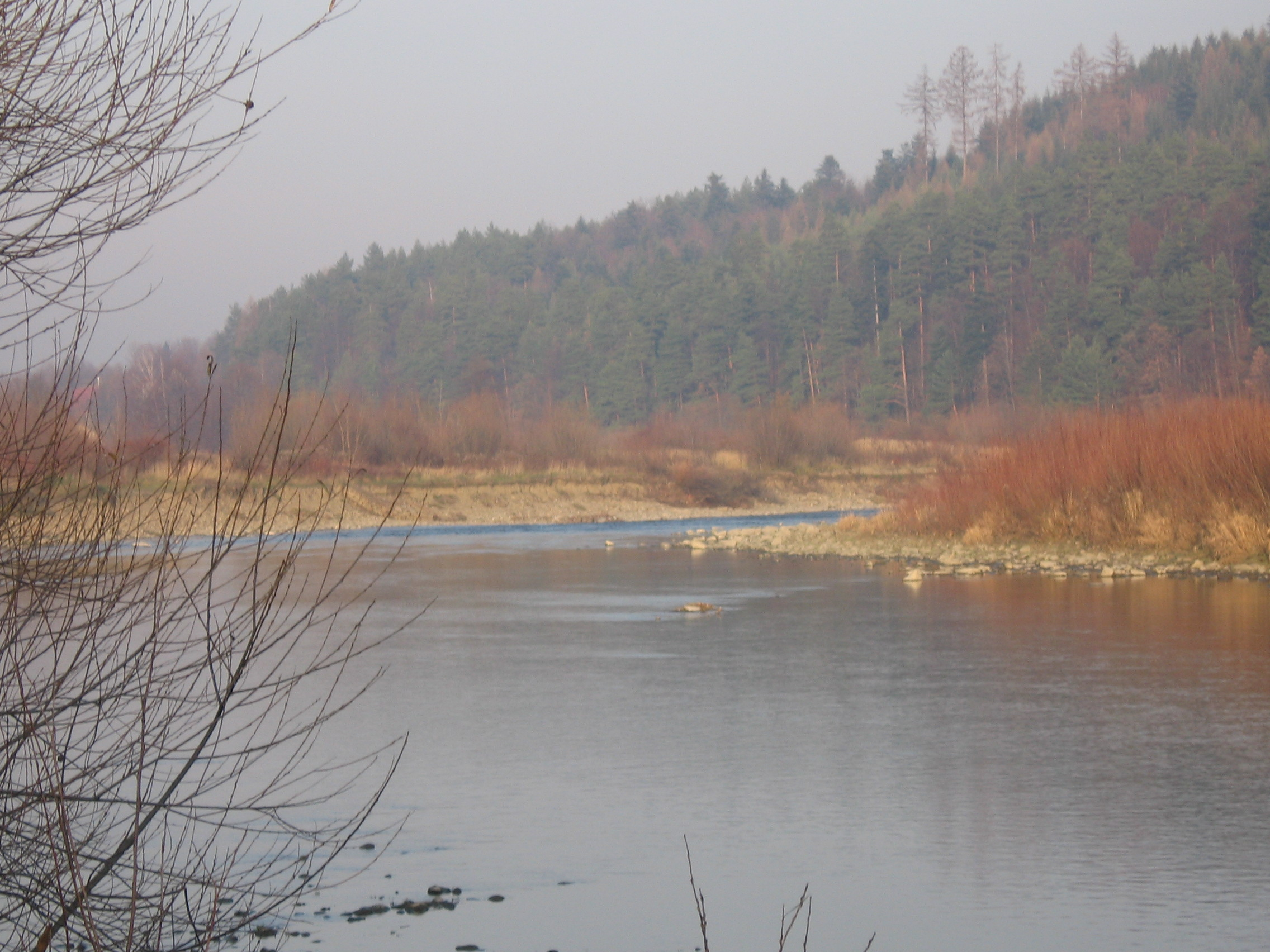
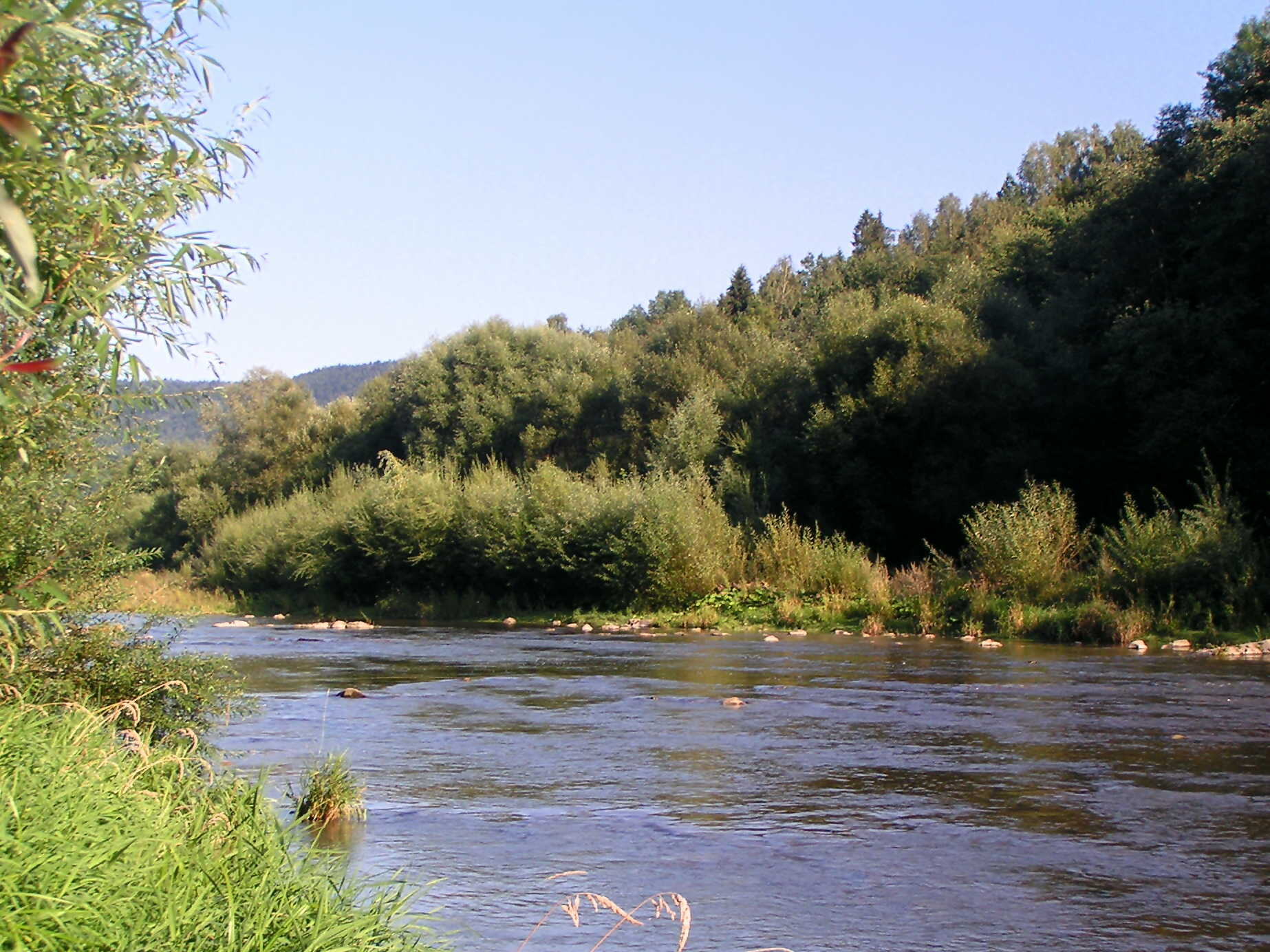
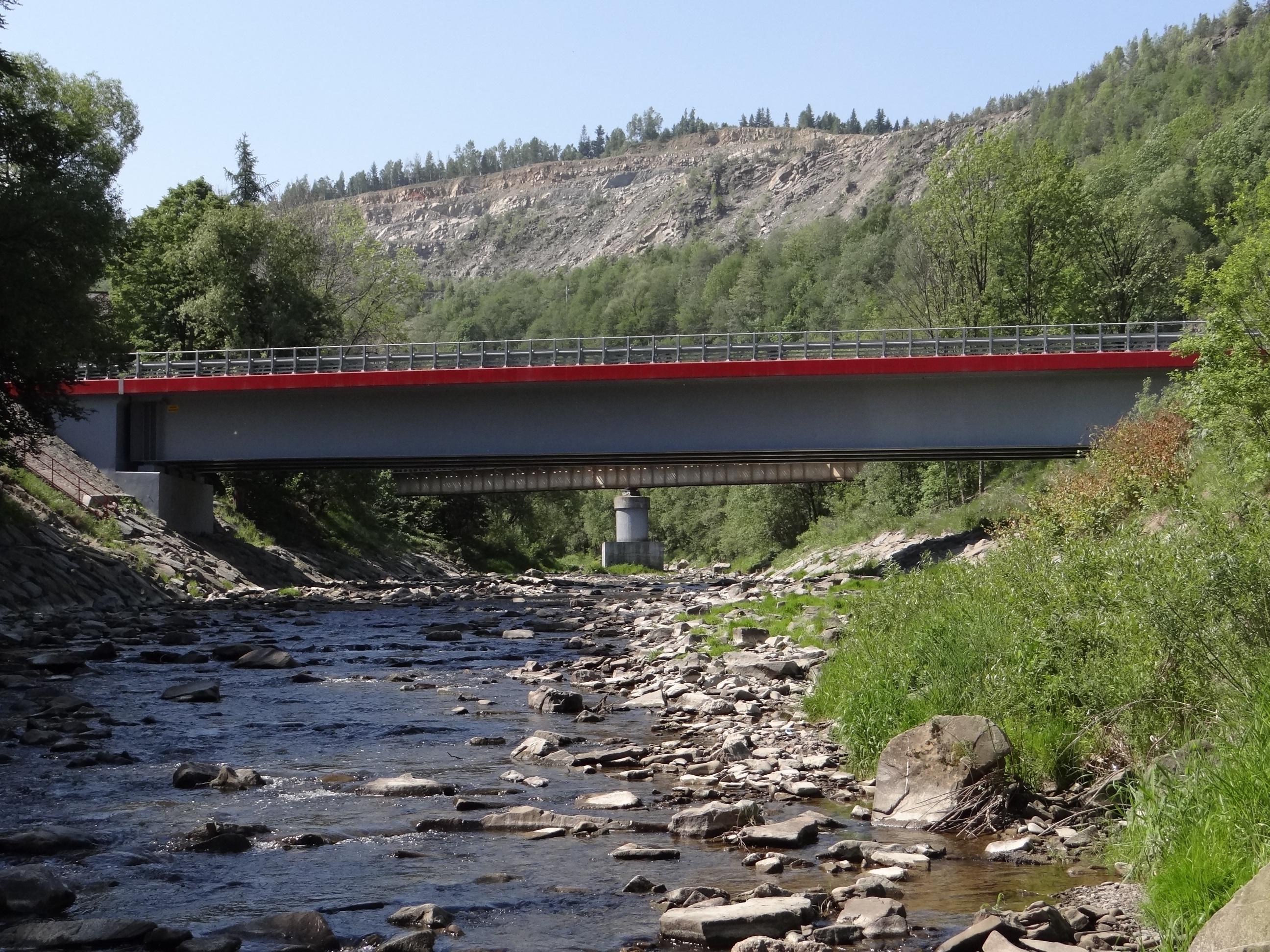